# Jean-Baptiste Provost
Pour les articles homonymes, voir Provost.
Jean-Baptiste François Provost, né à Paris le 30 janvier 1798 et mort à Paris 2e le 26 décembre 1865, est un acteur français.

## Éléments biographiques
Né à Paris dans le quartier de la Cité dans une famille de négociants, Jean-Baptiste Provost fait ses études au lycée Charlemagne et se destine au théâtre après une rencontre avec le tragédien Larive. Il entre alors, fin 1816, au Conservatoire de Paris, y obtient un second prix de tragédie et la fonction de répétiteur du cours de déclamation tragique. 
Il commence sa carrière, en 1819, au théâtre de l'Odéon où il débute avec le rôle de Guy de Montfort des Vêpres siciliennes de Casimir Delavigne, puis porte des rôles de jeune premier, de raisonneurs ou de comiques. À la fermeture de l'Odéon en 1828, il poursuit au théâtre de la Porte-Saint-Martin où il reste sept ans dans un répertoire plus dramatique et mélodramatique. 
En 1835, il est admis à la Comédie-Française dont il devient sociétaire en 1839 . La même année, il est nommé professeur au Conservatoire. Parmi les élèves auxquels il enseigne au cours de sa carrière, on compte Léon Beauvallet, Edmond Got, Louis-Arsène Delaunay, Gilles de Saint-Germain, Charles Thiron ou encore Sarah Bernhardt. 
Au Français, où il commence dans le rôle d'Orgon dans Tartuffe, il s'attache tant à l'« ancien répertoire répertoire » qu'aux innovations. Ses créations trouvent souvent un accueil élogieux dans la presse et le succès auprès du public, particulièrement pour son rôle de Claude dans Valéria drame de Jules Lacroix et Auguste Maquet (1852) ou encore dans la comédie Le Duc Job de Léon Laya (1859).  
Bien qu'il ait atteint un certain âge, ses dernières interprétations sont encore appréciées notamment dans les pièces d'Émile Augier, Les Effrontés ou Le Fils du Giboyer où il est salué par la critique. Il aura joué quarante trois pièces dans son parcours au Français. 
Il meurt le 26 décembre 1865, victime d'une « fluxion de poitrine ». 

## Théâtre

### Hors Comédie-Française
- 1819 : Les Vêpres siciliennes de Casimir Delavigne, théâtre de l'Odéon : Guy de Montfort
- 1833 : Lucrèce Borgia de Victor Hugo, théâtre de la Porte-Saint-Martin : Gubetta
- 1833 : La Chambre ardente de Jean-François Bayard et Mélesville, théâtre de la Porte-Saint-Martin : Sainte Croix
- 1834 : Catherine Howard d'Alexandre Dumas, théâtre de la Porte-Saint-Martin : l'exécuteur

### Carrière à laComédie-Française
Entrée en 1835
Nommé 258e sociétaire en 1839
Départ (décès) en 1865
- 1835 : Tartuffe de Molière : Orgon
- 1835 : Angelo, tyran de Padoue de Victor Hugo : Omodei
- 1835 : Don Juan d'Autriche de Casimir Delavigne : le prieur
- 1835 : George Dandin de Molière : Sotenville
- 1835 : Un mariage raisonnable de Virginie Ancelot : M. de Normond
- 1836 : La Comtesse d'Escarbagnas de Molière : Thibaudier
- 1836 : Marino Faliero de Casimir Delavigne : Bertram
- 1836 : Lord Novart d'Adolphe Simonis Empis : Édouard
- 1836 : Le Barbier de Séville de Beaumarchais : Bartholo
- 1836 : Un procès criminel de Joseph-Bernard Rosier : de Champeaux
- 1836 : La Première affaire de Pierre-François Camus de Merville : Marestan
- 1836 : Le Maréchal de l'Empire de Pierre-François Camus de Merville : Féolette
- 1837 : La Camaraderie ou la Courte échelle d'Eugène Scribe : Monlucas
- 1837 : La Vieillesse d'un grand roi de Joseph-Philippe-Simon Lockroy et Auguste Arnould : le duc du Maine
- 1837 : Le Bouquet de bal de Charles-Louis-François Dunoyer : Durville
- 1837 : Les Droits de la femme de Théodore Muret : Beauvoisis
- 1837 : Le Misanthrope de Molière : Philinte
- 1837 : Claire ou la Préférence d'une mère de Joseph-Bernard Rosier : d'Herbin
- 1838 : Marion de Lorme de Victor Hugo : l'Angely
- 1838 : L'Impromptu de Versailles de Molière : Brécourt
- 1838 : Le Mariage de Figaro de Beaumarchais : Bartholo
- 1838 : Le Ménestrel de Camille Bernay : Grégoire
- 1838 : La Popularité de Casimir Delavigne : Derby
- 1839 : Le Comité de bienfaisance d'Augustin-Jules de Wailly et Charles Duveyrier : Bouvard
- 1839 : Les Serments de Jean-Pons-Guillaume Viennet : Robert
- 1839 : Le Susceptible d'Amédée Rousseau de Beauplan : Raimon
- 1840 : L'École du monde ou la Coquette sans le savoir d'Alexandre Walewski : le docteur
- 1840 : La Calomnie d'Eugène Scribe : Guibert
- 1840 :  La Maréchale d'Ancre d'Alfred de Vigny : Picard
- 1840 : Japhet ou la Recherche d'un père d'Eugène Scribe et Louis-Émile Vanderburch : Schoon
- 1840 : Lautréamont de Prosper Dinaux et Eugène Sue : Maître Aubry
- 1840 : George Dandin de Molière : Dandin
- 1841 : Le Mariage de Figaro de Beaumarchais : Antonio
- 1841 : Le Conseiller rapporteur de Casimir Delavigne : le président
- 1842 : Un veuvage de Joseph-Isidore Samson : Dumon
- 1842 : Le Portrait vivant de Mélesville et Léon Laya : Sir Dryck Stanley
- 1842 : Le Fils de Cromwell d'Eugène Scribe : Lord Penruddock
- 1843 : L'Art et le métier de Victor Masselin et Xavier Veyrat : Dumesnil
- 1843 : Les Grands et les petits de Charles-Jean Harel : le comte Sforza
- 1843 : La Tutrice ou l'Emploi des richesses d'Eugène Scribe et Nicolas-Paul Duport : Conrad
- 1844 : Un ménage parisien de Jean-François-Alfred Bayard : Dorvet
- 1844 : Le Mari à la campagne de Jean-François-Alfred Bayard et Augustin-Jules de Wailly : Mathieu
- 1844 : L'Héritière d'Adolphe Simonis Empis : Renaud
- 1844 : Le Béarnais de Ferdinand Dugué : Evoe
- 1845 : Une confidence de Charles Potron : le baron
- 1845 : Corneille et Rotrou de Ferdinand de Laboullaye et Eugène Cormon : Lamperière
- 1845 : Les Plaideurs de Jean Racine : Dandin
- 1845 : Un homme de bien d'Émile Augier : Bridaine
- 1845 : La Famille Poisson ou les Trois Crispin de Joseph-Isidore Samson : Raymond
- 1846 : La Chasse aux fripons de Camille Doucet : Lecomte
- 1847 : L'Ombre de Molière de Jules Barbier : Molière
- 1847 : Dom Juan ou le Festin de pierre de Molière : M. Dimanche
- 1847 : Un coup de lansquenet de Léon Laya : le général
- 1847 : Notre fille est princesse de Léon Gozlan : Roger
- 1847 : Les Aristocraties d'Étienne Arago : Verdier
- 1847 : Un château de cartes de Jean-François-Alfred Bayard : de Flins
- 1848 : Le Puff ou Mensonge et vérité d'Eugène Scribe : Desgandets
- 1848 : Le roi attend de George Sand : Voltaire
- 1848 : Il ne faut jurer de rien d'Alfred de Musset : Van Buck
- 1848 : Le Vrai club des femmes de Joseph Méry : Léonard
- 1848 : La Vieillesse de Richelieu d'Octave Feuillet et Paul Bocage : Château
- 1849 : La Corruption d'Amédée Lefebvre : Lafond
- 1849 : L'Amitié des femmes d'Édouard-Joseph-Ennemond Mazères : Brémont
- 1849 : Deux hommes ou Un secret du monde d'Adolphe Dumas : Garnier
- 1850 : Les Deux célibats d'Augustin-Jules de Wailly et Charles Duveyrier : Beauregard
- 1850 : La Queue du chien d'Alcibiade de Léon Gozlan : Maréchal
- 1851 : Bataille de dames d'Eugène Scribe et Ernest Legouvé : Montrichard
- 1851 : Les Caprices de Marianne d'Alfred de Musset : Claudio
- 1852 : Valéria de Jules Lacroix et Auguste Maquet : Claude
- 1852 : Le Bonhomme Jadis d'Henry Murger : Jadis
- 1853 : Le Lys dans la vallée de Théodore Barrière et Arthur de Beauplan d'après Honoré de Balzac : Chessel
- 1858 : Le Retour du mari de Mario Uchard : le marquis de Granville
- 1858 : Le Bourgeois gentilhomme de Molière : le maître de philosophie
- 1859 : Le Duc Job de Léon Laya : le marquis de Rieux
- 1860 : L'École des maris de Molière : Ergaste
- 1862 : Le Fils de Giboyer d'Émile Augier : M. Maréchal
- 1864 : Le Gendre de monsieur Poirier d'Émile Augier et Jules Sandeau : M. Poirier

## Iconographie
- Buste (1851) par Eugène Abot, conservé au théâtre d’Étampes.
- Buste (1846) en bronze par Jean-Jacques Feuchère, ornant la tombe du comédien au Père Lachaise.
- Portrait dans le rôle de Chrysale (les Femmes savantes) par Augustin Feyen-Perrin, conservé au théâtre de l'Odéon.